# Khởi nghĩa Nam Xương

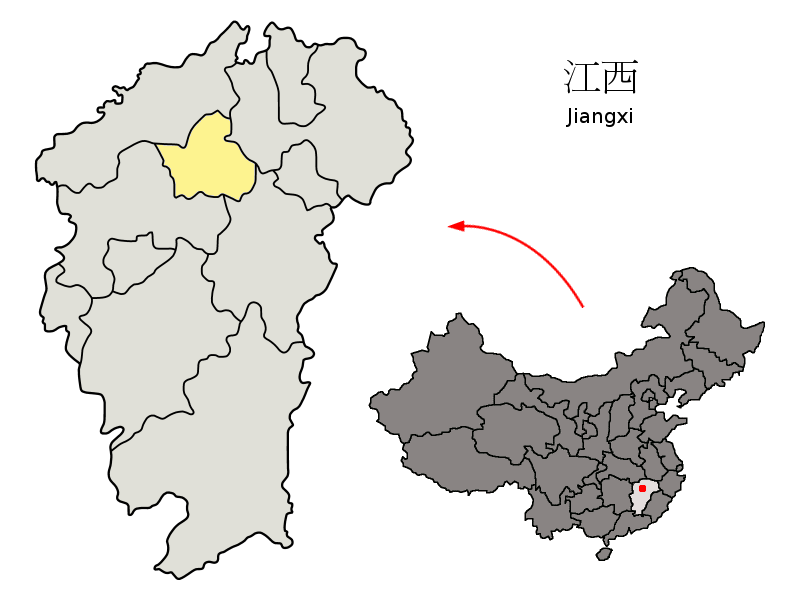
Vị trí Nam Xương trên bản đồ Trung Quốc

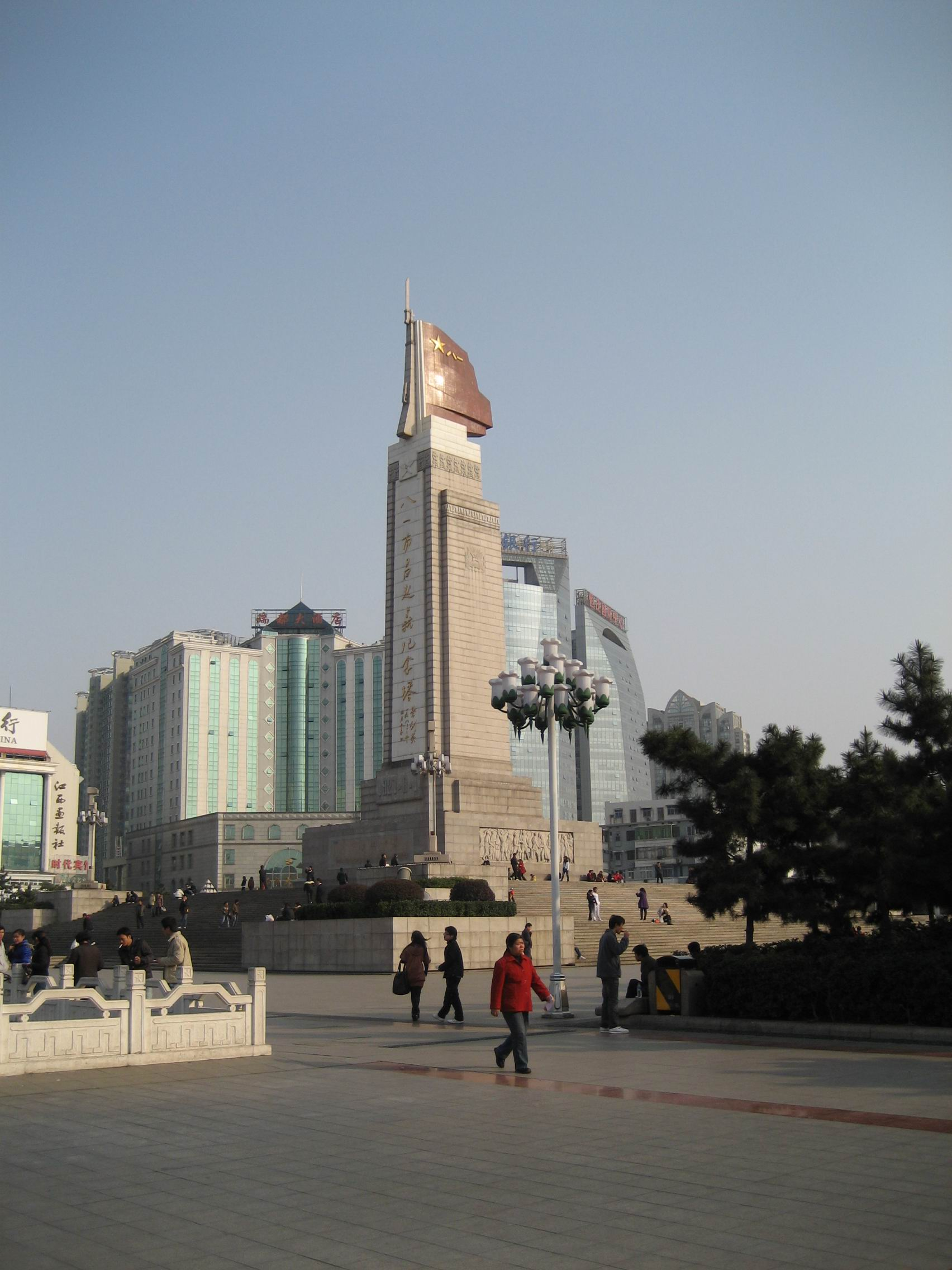
Đài tưởng niệm Khởi nghĩa Nam Xương

Khởi nghĩa Nam Xương (Tiếng Hoa giản thể: 南昌起义; Tiếng Trung phồn thể: 南昌起義; Bính âm: Nánchāng Qǐyì) là cuộc khởi nghĩa vũ trang chống lại cuộc thanh trừng cộng sản của Quốc dân Đảng do Đảng Cộng sản Trung Quốc lãnh đạo tại thành phố Nam Xương (Giang Tây, Trung Quốc), Khởi nghĩa Nam Xương mở đầu cho cuộc chiến tranh Quốc - Cộng Trung Hoa. Lực lượng quân sự tại Nam Xương dưới sự lãnh đạo của Hạ Long và Chu Ân Lai đã nổi dậy trong một nỗ lực để nắm quyền kiểm soát của thành phố sau khi liên minh Quốc-Cộng tan vỡ. Ngày 1/8/1927, hơn 2 vạn quân do Chu Ân Lai và Chu Đức chỉ huy đã chiếm thành phố Nam Xương. Không giữ được thành phố, ngày 5/8 quân khởi nghĩa rút về Tỉnh Cương Sơn, dọc đường bị tấn công thiệt hại nặng nề. Từ năm 1933, ngày 1.8 được lấy làm ngày thành lập Hồng quân Công nông Trung Quốc (nay là Quân giải phóng Nhân dân Trung Quốc). Các nhà lãnh đạo quan trọng khác trong sự kiện này là Diệp Kiếm Anh, Diệp Đình, Đào Chú và Lưu Bá Thừa. Cuộc khởi nghĩa này còn có sự tham gia của nhà thơ Quách Mạt Nhược với tư cách trợ thủ của Chu Ân Lai, sau khi khởi nghĩa thất bại ông đào thoát sang Nhật Bản.